# 王纲街道
王纲街道，是中华人民共和国辽宁省沈阳市苏家屯区下辖的一个乡镇级行政单位。

## 行政区划
王纲街道下辖以下地区：
大庄科村、杨孟达村、张当堡村、拉他泡村、新开河村、王纲堡村和马头浪村。